# Römische Brücken in Koblenz

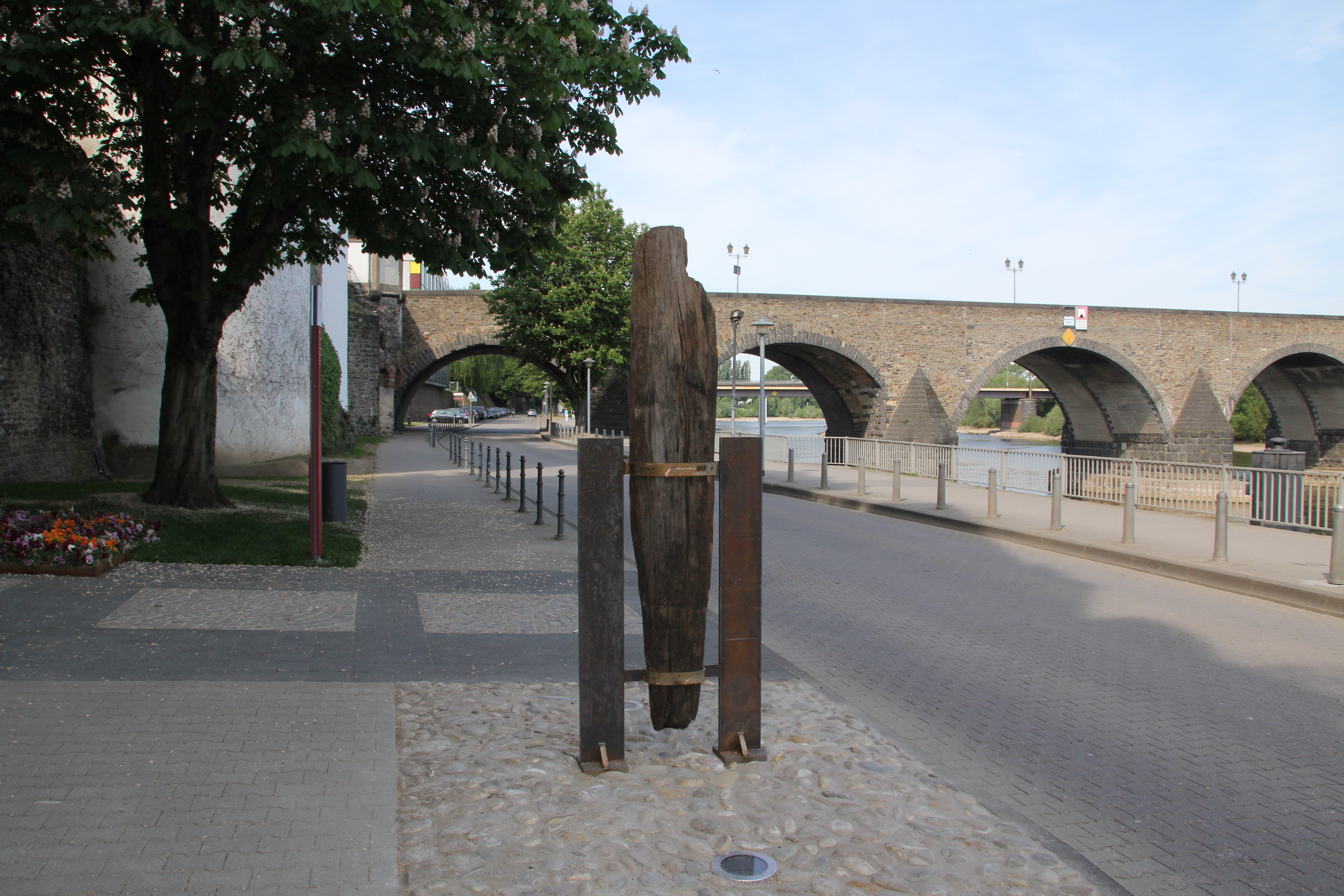
Ausgestellter Pfahlrest der römischen Moselbrücke in den Moselanlagen nahe der Balduinbrücke

Römische Brücken in Koblenz wurden nach Gründung der Niederlassung Confluentes über Rhein und Mosel errichtet. Sie waren Pfahljochbrücken und sind spätestens mit Abzug der römischen Truppen im 5. Jahrhundert zerstört worden. Die Rheinbrücke ermöglichte eine Unterstützung der römischen Truppen auf rechtsrheinischem Gebiet und die Moselbrücke war Teil der römischen Rheintalstraße.

## Römische Pfahlbrücke über den Rhein
Schon sehr früh kam auf Grund verschiedener Pfahlrestfunde im Rhein die Vermutung auf, dass zwischen Koblenz und Ehrenbreitstein ein Brückenübergang in römischer Zeit gebaut worden war. Der Kapuzinergrund, eine ehemalige Untiefe im Rhein an dieser Stelle, schien sich für einen Brückenbau geradezu anzubieten. Diese Untiefe wurde im 19. Jahrhundert eingeebnet, um die Schifffahrtsrinne zu verbessern. Dabei wurden Holzpfähle, die im Rheinboden eingerammt worden waren, gefunden und gehoben. Bei dieser Ansammlung von Pfählen handelte es sich um die Reste eines Brückenjoches. Die vereinzelt geäußerte Vermutung, es handle sich dabei um die Rheinbrücke Gaius Iulius Caesars, die zwar bei Neuwied angesiedelt wird, aber nie bewiesen werden konnte, wird durch die bestimmte Konstellation widerlegt, in der die Holzpfähle angeordnet waren, da sie nicht in die überlieferten Beschreibungen der caesarischen Rheinbrücke passt.
Im 1. Jahrhundert kam es zu kriegerischen Auseinandersetzungen zwischen germanischen Stämmen und den Römern. Im römischen Auxiliarlager von Koblenz wurden deswegen viele Truppen zusammengezogen. Die genaue Errichtungszeit des Brückenbaus ist offen, wahrscheinlich aber wurde sie für den Nachschub der Truppen auf der rechten Rheinseite erbaut.
Die Rheinbrücke war 350–370 m lang, hatte eine Höhe von 8,5 m und war aus Eichenstämmen gebaut. Man benötigte ca. 650–750 Stämme zur Errichtung der Brücke. Die Pfähle im Rheinboden waren mit eisernen Spitzen, so genannten Pfahlschuhen, ausgestattet. 51 dieser Pfähle sind heute noch erhalten. Man konnte das Fälldatum der Eichenstämme auf das Jahr 49 n. Chr. datieren.
Nachdem der Limes im 2. Jahrhundert fertig ausgebaut worden war, verlor die Pfahlbrücke über den Rhein ihre Bedeutung. Wann die Brücke endgültig aufgegeben wurde, ist nicht genau bekannt. Vermutlich wurde sie aber mit Aufgabe des Limes und des Kastells Niederberg im 3. Jahrhundert zerstört.

## Römische Pfahlbrücke über die Mosel
Die genaue Erbauungszeit für eine Pfahlbrücke über die Mosel kann nicht ermittelt werden. Münzfunde aus der Zeit des Claudius Gothicus (268–270) bis Arcadius (395–408) gelten als Beleg dafür, dass die Brücke schon im 3. Jahrhundert existierte. In den Jahren zwischen 1860 und 1867 wurden 50 m stromabwärts neben der Balduinbrücke Reste der Pfahlbrücke aus römischer Zeit entdeckt. Bei Baggerarbeiten zum Ausbau der Schifffahrtsrinne 1944 und zur Errichtung der Staustufe Koblenz im Zuge der Moselkanalisierung 1958–1964 sind zahlreiche Reste der Brücke aus dem Flussbett beseitigt worden.
Es ist sicher, dass das Auxiliarlager Koblenz bereits um die Mitte des 1. Jahrhunderts bestanden hat und zwar mit der Fertigstellung der römischen Rheintalstraße. Das Erdkastell Koblenz diente dabei als Sicherung dieser Straße und des Flussübergangs über die Mosel. Es ist anzunehmen, dass dann auch schon eine Brücke über die Mosel existierte. Es gilt auch als sicher, dass bei Abzug der Römer im 5. Jahrhundert diese Pfahlbrücke zerstört wurde. Bis zum Bau der Balduinbrücke im 14. Jahrhundert gab es damit keinen festen Übergang über die Mosel.